# Reims Champagne Hockey
Die Phénix de Reims (offizieller Name: Reims Champagne Hockey) sind ein französischer Eishockeyclub aus Reims, der 2002 gegründet wurde und aktuell in der Division 1 spielt.

## Geschichte

Früheres Logo des Reims HC

Der Reims Champagne Hockey wurde 2002 gegründet und zur Saison 2002/03 in die viertklassige Division 3 aufgenommen. Nach einer Spielzeit stieg der Verein in die dritthöchste Spielklasse, die Division 2 auf. Die Mannschaft verbrachte die folgenden vier Jahre in der Division 2. Nach der Saison 2006/07 gelang der Aufstieg in die Division 1, die zweithöchste französische Profiliga. Die Mannschaft belegte seither mäßige Platzierungen im unteren Mittelfeld der Tabelle und sicherte sich erfolgreich den Ligaerhalt.
Der Vorgängerverein Hockey Club de Reims nahm den Austragungen des IIHF Continental Cup in den Spielzeiten 1997 und 1999 und 2000/01 teil. Das Team wies bei der ersten Teilnahme eine Bilanz von drei Punkten auf und verfehlte als Zweitplatzierter der Gruppe F den Einzug in die nächste Runde. Zwei Jahre später gewann die Mannschaft mit drei Siegen die Gruppe J und zog somit erstmals in die dritte Runde ein. Es blieb dem Verein der Einzug in die Finalrunde verwehrt, da dieser im letzten Gruppenspiel gegen den slowenischen Vertreter HDD Olimpija Ljubljana verlor. In der Saison 2000/01 scheiterte das Team erneut in der zweiten Runde.

## Erfolge
- Aufstieg in die Division 2: 2003
- Aufstieg in die Division 1: 2007